# Равнинный сельсовет
Равнинный сельсовет — сельское поселение в Пономарёвском районе Оренбургской области Российской Федерации.
Административный центр — посёлок Равнинный.

## История
9 марта 2005 года в соответствии с законом Оренбургской области № 1909/346-III-ОЗ образовано сельское поселение Равнинный сельсовет, установлены границы муниципального образования.

## Население
| 2010 | 2012 | 2013 | 2014 | 2015 | 2016 | 2017 |
| ---- | ---- | ---- | ---- | ---- | ---- | ---- |
| 830  | ↘799 | ↘791 | ↘765 | ↘751 | ↘711 | ↘690 |
| 2018 | 2019 | 2020 | 2021 |      |      |      |
| ↘666 | ↘649 | ↘623 | ↘594 |      |      |      |

## Состав сельского поселения
| № | Населённый пункт | Тип населённого пункта          | Население |
| - | ---------------- | ------------------------------- | --------- |
| 1 | Алябьево         | село                            | 61        |
| 2 | Жатва            | посёлок                         | 73        |
| 3 | Равнинный        | посёлок, административный центр | 696       |